# Chmielewo (gmina Świercze)
Chmielewo – wieś w Polsce, położona w województwie mazowieckim, w powiecie pułtuskim, w gminie Świercze. Ma status sołectwa.
| SIMC    | Nazwa      | Rodzaj    |
| ------- | ---------- | --------- |
| 0128384 | Chmielewko | część wsi |

W latach 1975–1998 miejscowość należała administracyjnie do województwa ciechanowskiego.
Z Chmielewa pochodzi Anna Aksamit, polska urzędniczka samorządowa i polityk, senator VIII kadencji.